# Templo de roca en Dhowa
El Templo de la Roca en Dhowa (en cingalés: දෝව රජ මහා විහාරය) es un templo protegido de Sri Lanka, situado en las montañas centrales de la provincia de Uva. Dhowa es un pequeño y antiguo pueblo situado en la carretera principal de Badulla a Bandarawela. Se encuentra a 210 km al este de Colombo y a 120 km al sur de Kandy.
Es famoso por su gran imagen de Buda sin terminar, tallada en la pared de la roca, que se considera un ejemplo de escultura mahāyāna. El templo data de hace más de 2000 años. La zona recibió el nombre de Dhowa por estar situada dentro de un anillo de montañas, con un río que atraviesa la meseta.

## Historia
Se cree que el templo tiene una historia que se remonta a unos 2000 años. Históricamente era conocido como Kumbaltissa Ariyagala Vehera, en honor a su sacerdote principal, que había proporcionado santuario al rey Walagamba, quien convirtió la cueva en un templo.
Las obras del templo no se terminaron durante el reinado de Walagamba, sino que se completaron en su totalidad durante el Reino de Kandy. Fue declarado patrimonio protegido y monumento arqueológico protegido en Sri Lanka en 1996.

## Atracciones

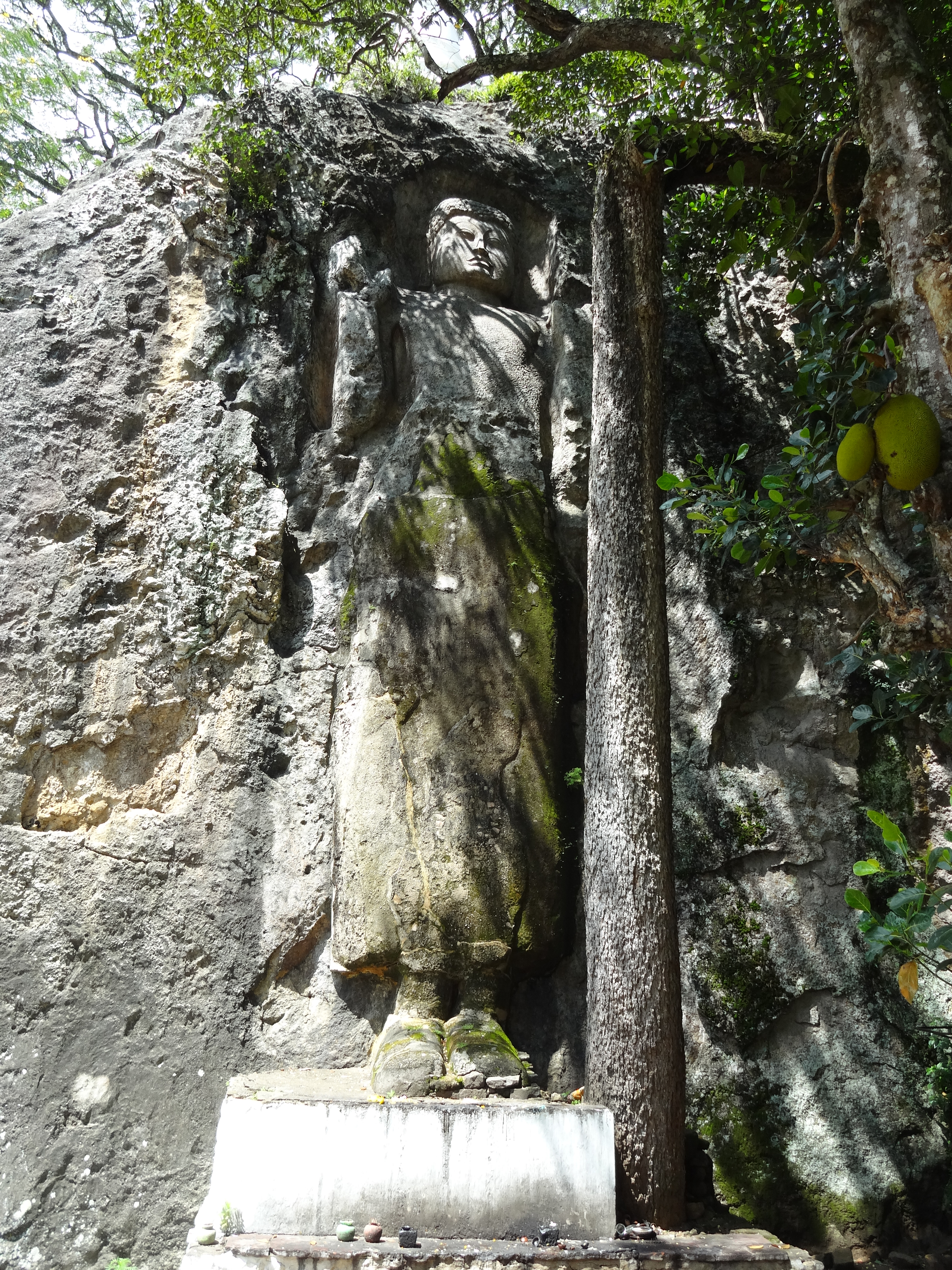
Estatua del templo

La estatua de Buda tallada en la roca, de 12 m de altura, y la puerta ornamental son las principales atracciones del templo. La estatua se encuentra en estado de ruina debido a su rápido deterioro.
Las historias populares sostienen que la estatua de Buda a medio terminar fue tallada por el propio rey Walagamba mientras se escondía en estas cuevas durante las invasiones extranjeras. Se dice que el rey abandonó la zona antes de poder terminar de tallar la estatua, dejándola inacabada.

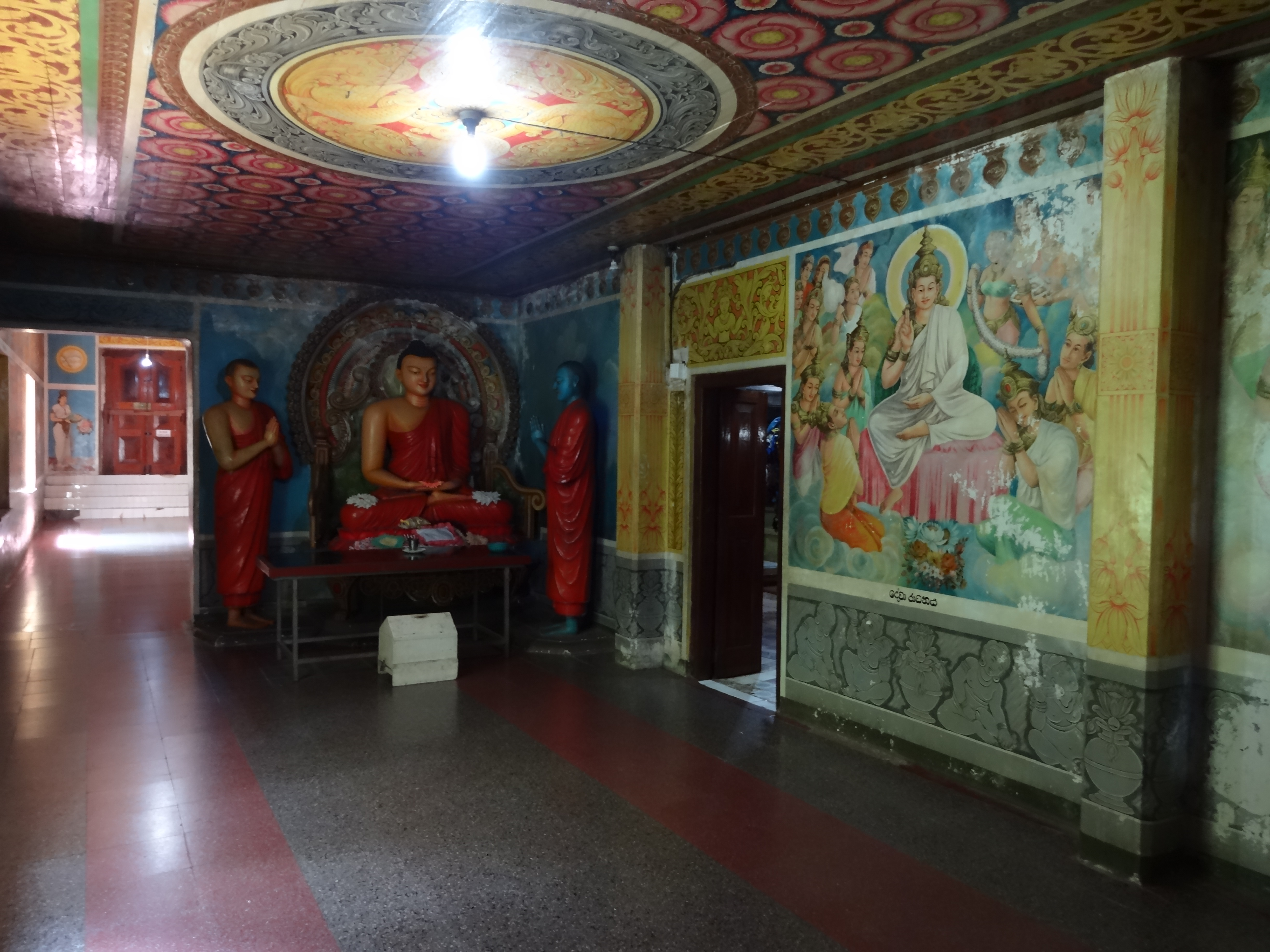
Interior del templo

### Pinturas
Las pinturas de la sala del santuario han sido decoradas con arte de influencia del Reino de Kandy. Estas pinturas representan varias historias Jathaka. El dosel de la roca está adornado con pinturas de lotos y otras flores. Entre estas pinturas, destaca el Ath-Gon Satana (batalla entre un colmilludo y un toro). Se ha dado prioridad a la imagen de la cobra en la estructura del templo. La cobra aparecía en las pinturas y en la jarra utilizada para servir agua a Buda.